# Alexander Owen
Alexander Cunliffe Owen (5. marts 1863 i København – 23. marts 1924) var en dansk erhvervsmand.
Owen var søn af grosserer Frederick Owen (død 1888) og hustru Carry f. Fugl (død 1907) og var tredje generation i firmaet Fredens Mølle. Han blev student fra Borgerdydskolen i København 1880 og var direktør for gødningsfabrikken Akts. Fredens Mølles Fabrikker fra 1888 til dets ophør 1902. Det var ikke så meget Owens ledelse, der var skyld i, at fabrikken måtte lukke, men snarere ydre forhold. Verdensmarkedsprisen på gødning vedblev at falde, og samtidig steg konkurrencen hele tiden fra både ind- og udland. Desuden havde Owens forgængere, bl.a. hans far, forsømt at bringe fabrikken teknisk up to date.
Efter nedlæggelsen af Fredens Møller blev Alexander Owen direktør for den tidligere konkurrent Akts. Dansk Svovlsyre- og Superphosphat Fabrik.
Han var medlem af Centralkomitéen i Creditreformforeningen for Danmark fra 1896.